# جامعه بین‌المللی
جامعه بین‌المللی یک عبارت مورد استفاده در روابط بین‌المللی و سیاسی برای اشاره به گروه گسترده‌ای از مردم و دولت‌های جهان است. این اصطلاح به‌طور معمول به دلالت بر وجود یک دیدگاه مشترک نسبت به مسائل مانند مسائل خاص از حقوق بشر استفاده می‌شود.
این عبارت معمولاً برای نشان دادن حمایت بین‌المللی از یک دیدگاه در مورد مسئله‌ای بحث‌برانگیز استفاده می‌شود، برای مثال، در مورد ارتقاء اعتبار رأی اکثریت در مجمع عمومی سازمان ملل متحد.
نوام چامسکی تأکید می‌کند که این عبارت برای اشاره به ایالات متحده و دولت‌های مشتری و متحدانش، در رسانه‌های این دولت‌ها استفاده می‌شود. مارتین جک، روزنامه‌نگار و استاد دانشگاه بریتانیایی می‌گوید: «همه می‌دانیم منظور از لفظ «جامعهٔ بین‌المللی» چیست، مگر نه؟! این مسلماً یعنی غرب، نه چیزی بیشتر و نه چیزی کمتر. استفاده از عبارت «جامعهٔ بین‌المللی» راهی است برای ستایش غرب، برای جهانی کردن آن، و برای اینکه محترم تر، بی‌طرف تر و پرطمطراق تر به نظر برسد.»